# إشنين النصارى
قرية أشنين هي إحدى القرى التابعة لمركز مغاغة بمحافظة المنيا في جمهورية مصر العربية. حسب إحصاءات سنة 2006، بلغ إجمالي السكان في أشنين 8905 نسمة، منهم 4500 رجل و4405 امرأة. وفيها ناس حلوه